# Plátanos (Réthymnon)
Plátanos, en grec moderne : Πλάτανος, est un village du dème d'Amári, dans le district régional de Réthymnon de la Crète, en Grèce. Selon le recensement de 2011, la population de Plátanos compte 501 habitants.
Le village est situé à une distance de 58 km de Réthymnon, à une altitude de 580 mètres, sur le versant sud du mont Ida.

## Recensements de la population
| Recensements | 1900 | 1920 | 1928 | 1940 | 1951 | 1961 | 1971 | 1981 | 1991 | 2001 | 2011 |
| ------------ | ---- | ---- | ---- | ---- | ---- | ---- | ---- | ---- | ---- | ---- | ---- |
| Population   | 208  | 345  | 376  | 474  | 547  | 532  | 530  | 520  | 503  | 504  | 501  |

## Source de la traduction
- (el) Cet article est partiellement ou en totalité issu de l’article de Wikipédia en grec moderne intitulé « Πλάτανος Ρεθύμνου » (voir la liste des auteurs).